# Justin Bouraux
Pas d'image ? Cliquez ici

a Compétitions nationales et continentales officielles uniquement.

Dernière mise à jour le 14 septembre 2024.
Justin Bouraux, né le 18 juin 2002 à Saint-Claude (Jura), est un joueur français de rugby à XV qui évolue aux postes de demi d'ouverture ou d'arrière à Oyonnax Rugby.

## Biographie

### Carrière de rugbyman
Justin Bouraux naît à Saint-Claude dans le département du Jura. Son grand-père, Michel Doudier, est une ancienne figure du FC Saint-Claude, où il évoluait au poste de demi d'ouverture lorsque le club évoluait au deuxième échelon national,. Il commence le rugby à XV dans le club de sa ville natale, où il côtoie notamment Enzo Reybier, avant de rejoindre l'US Oyonnax en minimes.
Il dispute son premier match avec l'équipe première le 14 janvier 2022 sur le terrain de l'US Carcassonne. Au cours de la rencontre, il voit un de ses coups de pied contrés, amenant à un essai adverse, compensé par un coup de pied décisif pour obtenir l'essai du bonus offensif.
Au cours de la saison 2022-2023, il entre pleinement dans la rotation du club oyonnaxien, étant notamment titularisé lors de la demi-finale face au RC Vannes. À l'issue de la saison, Bouraux et ses coéquipiers sont sacrés champions de Pro D2.
En octobre 2023, il prolonge son contrat avec Oyonnax jusqu'en 2026. Lors de la saison 2023-2024, il est l'unique joueur du club à disputer tous les matchs de Top 14.

### Études
En parallèle de sa carrière de rugbyman, il mène des études de BTS en bâtiment par correspondance après l'obtention d'un bac STI2D.

## Palmarès
- Vainqueur du championnat de France de 2e division en 2023 avec Oyonnax Rugby.